# Jussieu
Jussieu – stacja linii 7 i 10 metra w Paryżu, położona w 5. dzielnicy.

## Stacja

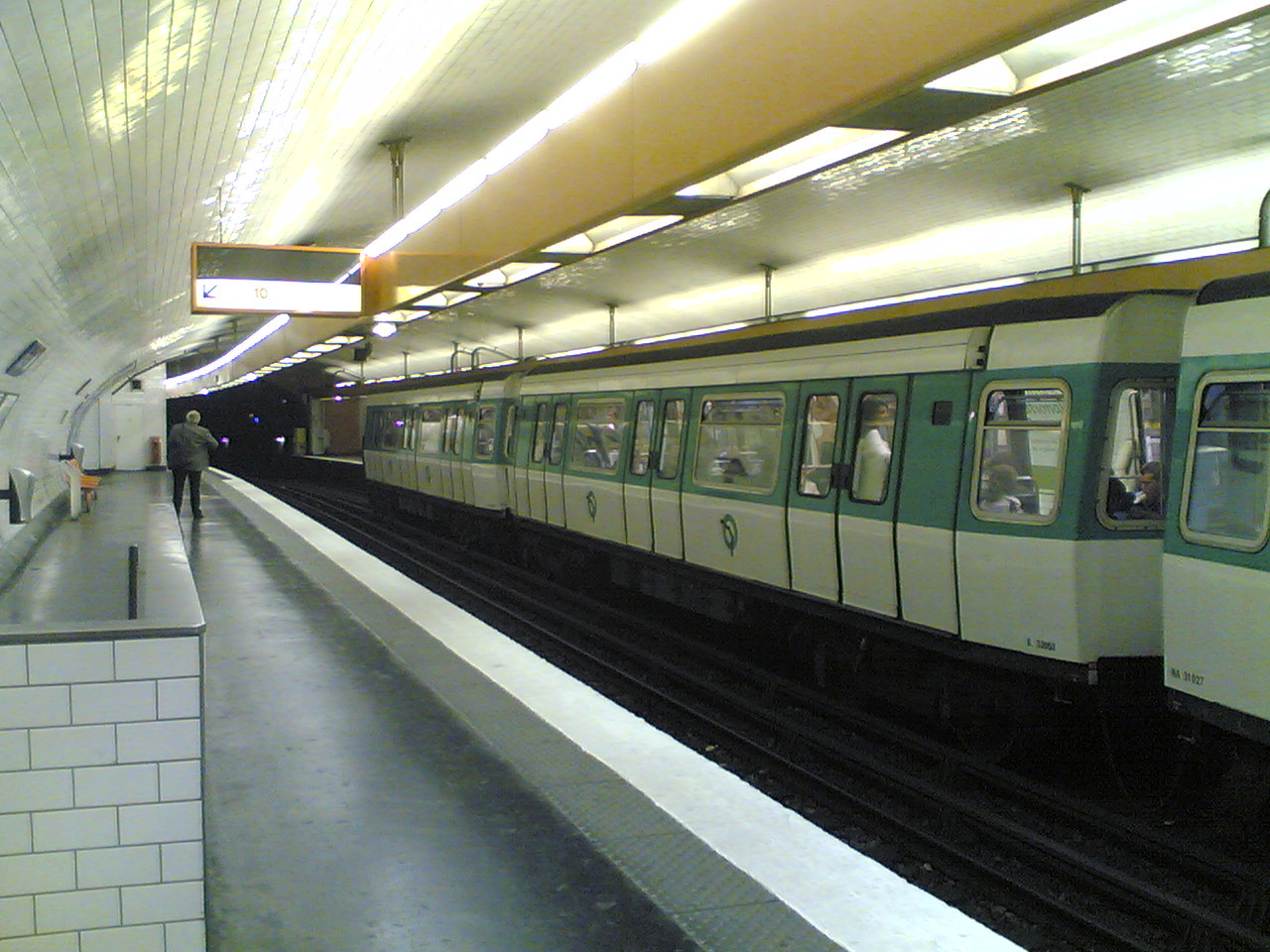
Stacja linii 7.

Stacja została otwarta w 1931 roku pod nazwą Jussieu – Halle-aux-vins. Posiada dwie jednonawowe hale peronowe z dwoma peronami bocznymi każda, znajdujące się na jednym poziomie.
Pierwotna nazwa stacji – Jussieu – Halle-aux-vins – odwoływała się do hali winnej, dziś już nieistniejącego targowiska z winami. Obecnie w jej miejscu znajduje się kampus Jussieu, główny kampus Uniwersytetu Pierre et Marie Curie.
Pozostały człon nazwy – Jussieu – pochodzi od znajdującej się nad stacją ulicy, upamiętniającej rodzinę znanych francuskich botaników De Jussieu.

## Przesiadki
Stacja umożliwia przesiadki na autobusy dzienne RATP.

## Otoczenie
W pobliżu stacji znajdują się:
- kampus de Jussieu (Université Pierre et Marie Curie i Institut de physique du globe de Paris)
- areny Lutecji, amfiteatr z I wieku n.e.
- ogród botaniczny
- Muzeum Historii Naturalnej
- Instytut Arabski